# Dorstenia ciliata
Dorstenia ciliata är en mullbärsväxtart som beskrevs av Adolf Engler. Dorstenia ciliata ingår i släktet Dorstenia och familjen mullbärsväxter. Inga underarter finns listade i Catalogue of Life.